# هارولد مولر
هارولد مولر (بالإنجليزية: Harold Muller)‏ هو منافس ألعاب قوى أمريكي، ولد في 12 يونيو 1901 في دونسموير في الولايات المتحدة، وتوفي في 17 مايو 1962 في بيركيلي في الولايات المتحدة.

## وصلات خارجية
- هارولد مولر على موقع مرجع كرة القدم المحترفة.كوم (الإنجليزية)
- هارولد مولر على موقع أوليمبيديا (الإنجليزية)